# Eliphas Levi
Eliphas Lévi, pravim imenom Alphonse Louis Constant (Pariz, 8. veljače 1810. – Pariz, 31. svibnja 1875.), francuski okultist i okultni pisac. Pisao je ezoterična i okultistička djela, a popularizirao je i sam pojam okultizam. Njegov rad je utjecao na brojne okultiste 19. stoljeća.

## Životopis
Rodio se u Parizu u siromašnoj obitelji. Školovao se za svećenika u sjemeništu sv. Nicholas du Chardonnet, gdje je pod učenjem nadzornika sjemeništa otkriva drugu, mističniju stranu života.
Godine 1832. pohađa teološki koledž sv. Sulpice, da bi tri godine kasnije postao đakon. Međutim, već 1835. godine napustio je svećenički poziv i upustio se u ezoterična učenja. U to vrijeme zainteresirao se za revolucionarne i ljevičarske ideje zbog čega je tri puta bio u zatvoru.
U Parizu se upoznao s Eugeniom C., ravnateljicom djevojačke škole s kojom je započeo ljubavnu aferu. U međuvremenu upoznao je 17-godišnju Noemie Cadot s kojom se ženio 1846. godine, no brak nije dugo potrajao. Tri mjeseca nakon prekida s Eugeniom, iz te veze rodio mu se sin kojeg nikada nije upoznao.
Nakon upoznavanja s poljskim matematičarem Jozefom Marijom Hoehne-Wronskim 1852. i njegovom sintezom matematike, religije i filozofije, Constant počinje živjeti isključivo od svog pisanja i podučavanja okultnog pa uzima ime Eliphas Lévi, prevodeći svoje ime na hebrejski.
Godine 1854. otputovao je u London, gdje je navodno, prema vlastitim tvrdnjama, služeći se nekromantskim ritualom prizvao antičkog filozofa i mistika Apolonija iz Tijane.
Godine 1855. napisao je svoju najpoznatiju knjigu Dogma i ritual visoke magije, koja će kao i njegove ostale knjige nadahnuti buduće okultiste poput S. L. MacGregor Mathersa i Aleistera Crowleyja te doprinijeti revitalizaciji magije i okultnog u drugoj polovini 19. stoljeća.
Lévi pristupa 1861. godine slobodnim zidarima i to loži Rose du Parfait Silence. U to vrijeme već je stekao znatnu slavi kao okultist, ali i poveće materijalno bogatstvo. Pred kraj života vraća se pod okrilje Crkve, prima posljednju pomast i umire 1875. godine.

## Djela
- Le Testament de la Liberté (Biblija slobode) (1848.)
- Dogme et Rituel de la Haute Magie (Dogma i ritual visoke magije) (1855.)
- Histoire de la magie (Povijest magije) (1859.)
- La Clef des Grands Mystères (Ključ velikih misterija) (1861.)
- Le Grand Arcane, ou l'Occultisme Dévoilé (Velika tajna ili razotkriveni okultizam) (1868.)